# Puig Malet i Santa Eularieta
Puig Malet i Santa Eularieta este o arie protejată (sit de importanță comunitară — SCI) din Spania întinsă pe o suprafață de 35,6 ha, integral pe uscat.

## Localizare
Centrul sitului Puig Malet i Santa Eularieta este situat la coordonatele 39°57′36″N 4°06′50″E / 39.9599°N 4.1139°E.

## Înființare
Situl Puig Malet i Santa Eularieta a fost declarat sit de importanță comunitară în iulie 2013 pentru a proteja 10 specii de animale.

## Biodiversitate
Situată în ecoregiunea mediteraneană, aria protejată conține 8 habitate naturale: Tufărișuri termo-mediteraneene și de pre-deșert, Pseudostepă cu ierburi și specii anuale de Thero-Brachypodietea, Râuri mediteraneene cu debit intermitent, cu specii de Paspalo-Agrostidion, Iazuri temporare mediteraneene, Ape oligotrofe în general din solurile nisipoase vest-mediteraneene, cu un conținut foarte redus de minerale, cu Isoetes spp., Păduri de Olea și Ceratonia, Pajiști umede mediteraneene cu ierburi înalte de Molinio-Holoschoenion, Păduri de Quercus ilex și Quercus rotundifolia.
La baza desemnării sitului se află mai multe specii protejate:
- păsări (8): fâsă-de-câmp (Anthus campestris), pasărea ogorului (Burhinus oedicnemus), ciocârlie-cu-degete-scurte (Calandrella brachydactyla), șoim călător (Falco peregrinus), Galerida theklae, acvilă pitică (Hieraaetus pennatus), gaia roșie (Milvus milvus), vultur egiptean (Neophron percnopterus)
- reptile (2): țestoasa de baltă (Emys orbicularis), țestoasă bănățeană (Testudo hermanni)

Pe lângă speciile protejate, pe teritoriul sitului au mai fost identificate 6 specii de plante, 1 specie de amfibieni.